# Distrito regional de Nanaimo
El distrito regional de Nanaimo es un distrito regional situado en la costa oriental de la isla de Vancouver, Columbia Británica, Canadá. Limita al sur con el distrito regional de Cowichan Valley, al oeste con el distrito regional de Alberni-Clayoquot, y al noroeste con el distrito regional de Comox Valley. Sus oficinas administrativas están ubicadas en Nanaimo. Durante el censo de 2011, su población se estableció en 146 574.
El distrito regional de Nanaimo se constituyó el 24 de agosto de 1967. Incluye las ciudades de Nanaimo, Parksville, la ciudad de Qualicum Beach y el distrito de Lantzville, así como las comunidades no incorporadas de Cedar, Extension, South Wellington, East Wellington, Gabriola Island, Mudge Island, Nanoose Bay, Errington, Coombs, Dashwood, Qualicum Bay, Bowser y Deep Bay. Estas comunidades no incorporadas se encuentran en las zonas del distrito electoral regional de A, B, C, D, E, F, G y H. Tiene un total de 2034.94 km² (785.69 millas cuadradas) en superficie terrestre.
La región posee y opera el Nanaimo Regional Transit, que ofrece rutas de buses convencionales locales, necesidades especiales y servicios de transporte informal.